# Arsenio Linares y Pombo
Arsenio Linares y Pombo (Valencia, 22 de octubre de 1848-Madrid, 7 de agosto de 1914) fue un militar y funcionario del gobierno español.

## Biografía

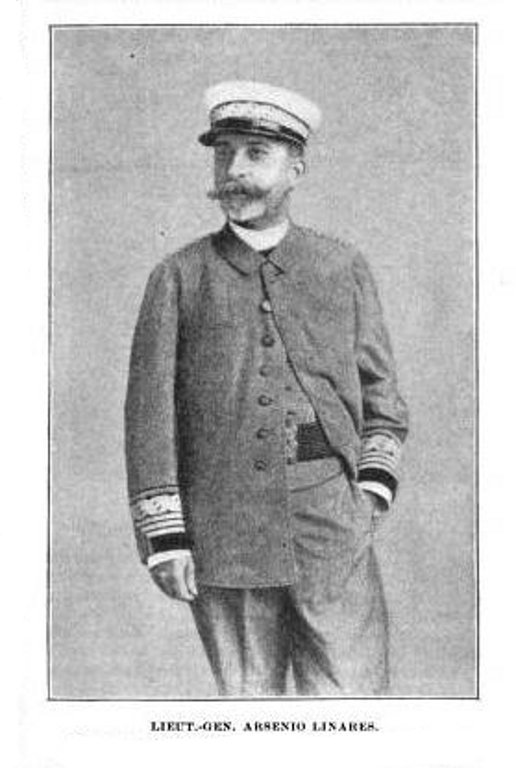
Arsenio Linares.

Nació en Valencia el 22 de octubre de 1848. En 1868 obtuvo el grado de teniente y participó en operaciones contra las rebeliones en Cuba, y en las guerras carlistas en la España peninsular. Ocupó cargos en Argentina, Madrid y Melilla, y más tarde regresó a Cuba.
Organizó la defensa de Santiago de Cuba durante la batalla de las Colinas de San Juan. Linares fracasó en el intento de reforzar esta posición, al mantener a cerca de 10 000 soldados de reserva españoles en la ciudad de Santiago. Las trincheras españolas de la cima de la colina, cruciales para la defensa de la ciudad, habían sido mal ubicadas y hacían difíciles incluso los disparos de fusil a corta distancia contra los avances de los estadounidenses.
Fue nombrado ministro de la Guerra en 1900 por el presidente del Consejo de Ministros Francisco Silvela Le Vielleuze (ejercería de ministro de Guerra entre el 18 de octubre de 1900 y el 6 de marzo de 1901, entre el 6 de diciembre de 1902 y el 20 de julio de 1903, desde el 5 de diciembre de 1903 hasta el 16 de diciembre de 1904 y desde el 1 de marzo de 1909 hasta el 21 de octubre de 1909).
En 1900 fue nombrado senador vitalicio. En 1909, su llamada a filas de las tropas de Cataluña para enviarlas a la guerra de Melilla derivó en la Semana Trágica de Barcelona.
Murió en Madrid el 7 de agosto de 1914.